# Kutyaeledel

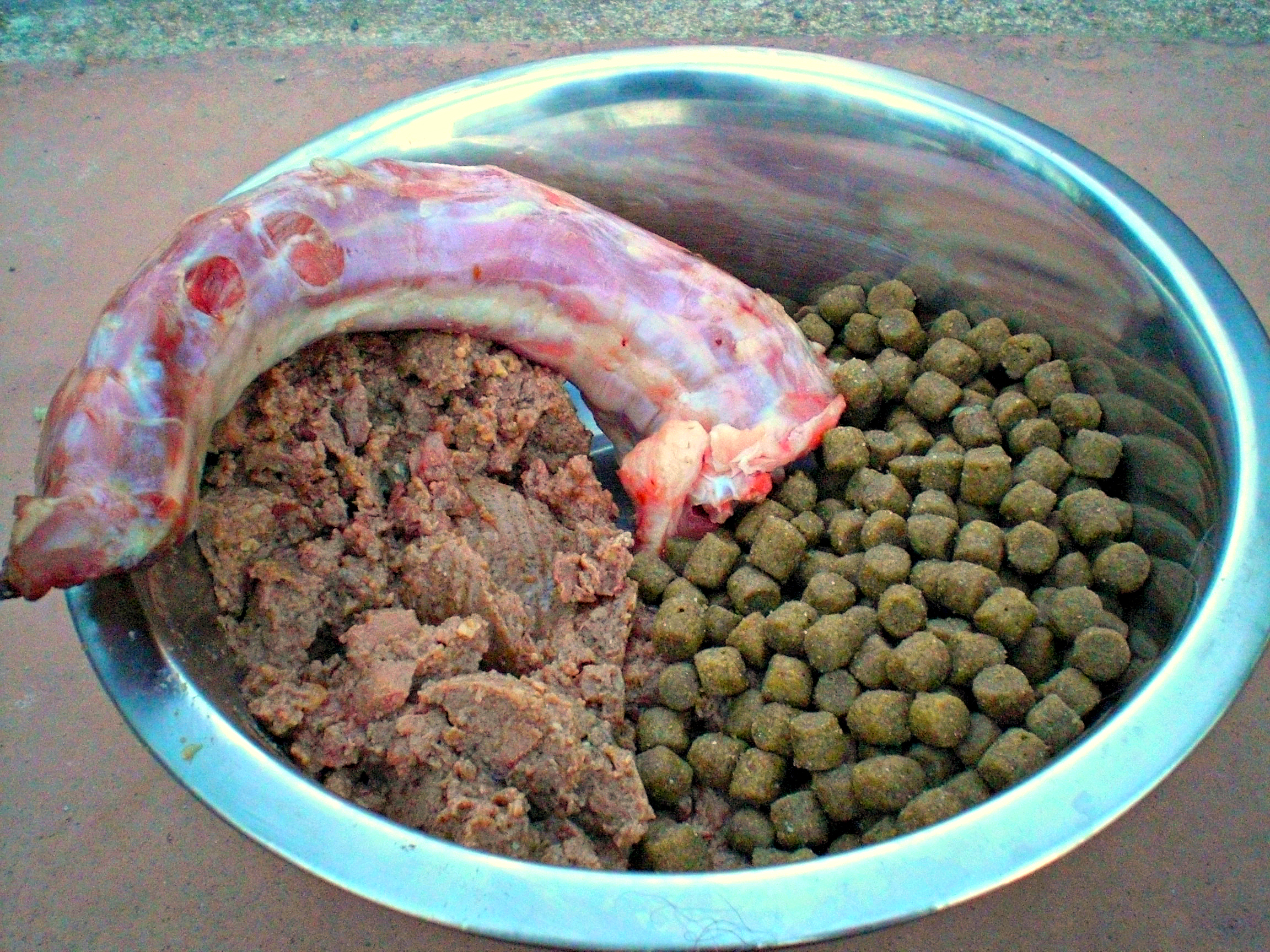
Háromféle kutyaeledel: nyers hús, illetve nedves és száraz kutyatáp

A kutyaeledel olyan élelmiszerek gyűjtőneve, amelyeket kifejezetten kutyák általi fogyasztásra szánnak. Mint minden ragadozó, a kutyák is éles, hegyes fogakkal és rövid gyomor–bél traktussal rendelkeznek, amely leginkább hús fogyasztására alkalmas. Ennek ellenére az elmúlt évezredek során a kutyák sikeresen alkalmazkodtak ahhoz, hogy az ember által meghagyott hús- és nem hús ételeket fogyasztva is túléljenek.
Csak az Egyesült Államokban 8,5 milliárd dollárt költöttek 2007-ben a kutyatulajdonosok kereskedelmi forgalomban kapható kutyaeledelekre. Vannak olyanok is, akik saját maguk állítják elő a kutyaeledelt, olyan ételekkel etetik kutyáikat, amelyeket az élelmiszerboltokban vásárolnak meg, vagy nyers hússal táplálják őket.

## Története
Egy, a kutyaeledelre tett korai utalás megtalálható Vergilius bukolikáiban:

„....sed una
Veloces Spartse catulos, acremque Molossum,
Pasee sero pingui :”

Ehhez egy jegyzet kapcsolódik, mely így szól: „Sero pingui: 'tápláló savó', melyről Columella, vii. 12, kutyák eledeleként beszél.”
Franciaországban a pâtée szó a 18. században kezdett elterjedni. A szó egy olyan eledelre utalt, amelyet eredetileg baromfiknak adtak. 1756-ban egy szótárban is feltűnt a szó, ahol azt írták, kenyérmorzsa és kis húsdarabok keverékéből készült a háziállatok számára.
Egy 1781-es enciklopédiában említés található egy korábbi gyakorlatról, mely szerint az elejtett szarvas máját, szívét és vérét eltávolították, tejjel, sajttal és kenyérrel keverték össze, ezt a keveréket pedig a kutyáknak adták.
Nicholas Boyard francia író 1844-ben vetette papírra figyelmeztetését, mely attól óvott, hogy a kutyákat tepertővel etessék, amely az angolok között népszerű gyakorlatnak számított ekkoriban. Az író szerint a tepertő súlyossá és beteggé teszi a kutyákat. Boyard ehelyett húslevest javasolt a kutyák táplálására, tanácsa szerint naponta kétszer kenyérrel és hússal készült levest kell adni nekik.
Angliában már a 18. század végétől kezdve olyan eledellel táplálják a kutyákat, amelyet kifejezetten nekik szántak. Egy korabeli értelmező szótár „Kutya” szócikkében olvasható az alábbi javasolt étrend:

„A kutya nagyon heves természetű, ezért sohasem szabad tiszta víz nélkül magára hagyni, amelyből ihat, ha szomjassá válik. Ami eledelét illeti, a döghús semmiképpen sem megfelelő számára. Sérti szaglóérzéküket, amelyen e kutyák nagyszerűsége javarészt múlik.”

A szócikk árpa és/vagy búzaliszt elkeverését javasolja húslevessel vagy tejjel mint a kutyák számára megfelelő eledelt. Ugyancsak leírja, hogy az étrendet változatosabbá lehet tenni liszttel kevert tepertővel, jól átsütött vagy megfőzött báránylábbal. Külön kitérnek rá, hogy ha a kutyáknak húst adunk, azt mindig alaposan meg kell főzni. A szócikk szerint vadászidényben a vadászat napjának előestéjén javasolt a kutyákat megetetni, reggel pedig nem adni nekik eledelt némi tejtől eltekintve, nap közben pedig tejet és kenyeret kaphatnak.
A konzerv lóhús az első világháborút követően jelent meg Angliában a Ken-L Ration márkanév alatt. Az 1930-as években a Gaines Élelmiszervállalat vezette be a konzerv macskaeledelt és a szárított hús kutyaeledelt. A második világháború végére az állateledelek eladásai meghaladták a 200 millió dollárt. Az 1950-es években több élelmiszervállalat, így a Nabisco, a Quaker Oats és a General Foods is lehetőséget látott az állateledelben, mivel a hagyományos élelmiszerek készítése során keletkező melléktermékeket így jó áron értékesíteni tudták.

## Kutyákra ártalmas élelmiszerek
Az emberek által fogyasztott élelmiszerek egy része a kutyák számára mérgező. Ezek közé tartozik a csokoládé (amely teobrominmérgezést okoz), a hagyma és a fokhagyma (amelyek tioszulfát-, szulfoxid- vagy diszulfidmérgezést okoznak), a szőlő és a mazsola, a makadámdió, illetve különféle növények is.
A zöld paradicsomot ajánlatos kerülni a kutyák táplálásakor, mivel tomatint tartalmaznak, amely ártalmas a kutyák számára. Ahogy a paradicsom megérik és kipirosodik, a tomatin fokozatosan eltűnik belőle, így a kutyák már biztonságosan fogyaszthatják. Maga a paradicsomnövény mérgező.

## Kereskedelmi kutyaeledel
A legtöbb boltban megvásárolható kutyaeledelt eleve állatok számára készített alapanyagokból állítják elő, és vagy szárított formában értékesítik, vagy konzerv nedves táp formájában. A száraz eledelek 6-10 százalékos nedvességtartalmúak, míg a konzerveledelek 60–90 százalékosak. A kutyatulajdonosok gyakran jobban kedvelik a száraz eledeleket, mivel egyszerűbben kezelhetőek és olcsóbbak is. 2010-ben 8 milliárd dollárt költöttek száraz kutyaeledel vásárlására, ami 50 százalékos emelkedést jelent a mindössze hét évvel korábbi állapothoz képest.

## Nedves táp
A nedves táp vagy konzerv kutyaeledel gyárilag steril, a konzerválás során megfőzik. A nem konzervként értékesített nedvestápok ugyanakkor nem biztos, hogy mindig sterilek. A nedvestáp fehérje- és zsírtartalma általában magasabb, mint a száraztáp. A nedvestáp mesterséges húsdarabokat is tartalmaz, amelyeket többek között gluténből és más fehérjékből állítanak elő.

## Alternatív kutyaeledel
Az elmúlt években a hagyományos kutyaeledelek mellett számos alternatív kutyatáp is megjelent a piacon.
- Fagyasztott táp: Ezt a fajta ún. frissen készített eledelt nyers és főtt (de nem feldolgozott) formában is árulják. Az ilyen termékeket áruló vállalatok általában azokat a kutyatulajdonosokat célozzák meg, akik otthon készített táppal etetik kutyáikat. Számukra ezek a termékek ugyanezt a minőséget igyekeznek biztosítani úgy, hogy nem maguknak kell az eledelt elkészíteni.

- Dehidratált vagy liofilizált kutyaeledelt nyers és főtt formában is árulnak. Az ilyen termékeket általában levegőn szárítják vagy fagyasztják, majd kivonják belőlük a nedvességet (dehidratálják), így gátolva meg a baktériumok szaporodását. Etetés előtt általában forró vizet adnak a táphoz. Az ilyen típusú eledelek ugyanakkor sokak szerint elveszítik a létfontosságú vitaminokat a dehidratálási eljárás során.

Számos cég állít elő vegetáriánus kutyaeledelt is. Ezek általában tartalmaznak olyan összetevőket, mint a zabkása, borsófehérje és burgonya, amelyek pótolják a húsban található fehérjét. Számos kutyatulajdonos egészségi okokból ad vegetáriánus tápot az állatnak, leggyakrabban azért, mert a kutya allergiás a hagyományos eledelekre.

## Fordítás
Ez a szócikk részben vagy egészben  a   Dog food című angol Wikipédia-szócikk ezen változatának fordításán alapul.  Az eredeti cikk szerkesztőit annak laptörténete sorolja fel. Ez a jelzés csupán a megfogalmazás eredetét és a szerzői jogokat jelzi, nem szolgál a cikkben szereplő információk forrásmegjelöléseként.